# Donrichardsia bartramii
Donrichardsia bartramii là một loài rêu trong họ Amblystegiaceae. Loài này được Ignatov & Huttunen mô tả khoa học đầu tiên năm 2010.